# Piège à Budapest
Piège à Budapest est le 58e roman de la série SAS, écrit par Gérard de Villiers, publié en 1980 chez Plon / Presses de la Cité. 
Comme la plupart des romans de la série SAS publiés au début des années 1980, le roman a été édité à 200 000 exemplaires lors de sa sortie.
L'action du roman se déroule en Décembre 1979 à Budapest et Londres.

## Résumé
À Budapest, en Hongrie, le ministre de l’Intérieur soviétique a été enlevé à l’issue d’une soirée protocolaire festive. Les services secrets hongrois (MVA) enquêtent, avec le soutien menaçant du KGB, sur cette disparition restée secrète. 
Pendant ce temps, à Londres, l’ambassade américaine reçoit la visite d’un émigré hongrois désireux de s’entretenir avec une personne de la CIA car son contact habituel vient de décéder d’une crise cardiaque. Après vérification, il s’avère que ce dernier ne travaillait plus pour le service depuis plusieurs années. 
Les deux affaires s’avérant liées, la CIA décide de faire appel à Malko Linge.

## Personnages principaux
- Malko Linge